# ماكسين ميدينا
ماكسين ميدينا (ولدت في 9 مايو 1990) مصممة وممثلة عارضة ازياء فلبينية، حاملة لقب مسابقة ملكة جمال والتي توجت به عن مسابقة بينيبينينغ فيليبيناس 2016 ومثلت الفلبين في مسابقة ملكة جمال الكون 2016 . وحصلت على المركز السادس في التصفيات النهائية. في المجال الفني ظهرت كممثلة في دور بلير إسكوديرو في المسلسل التلفزيوني الفلبيني، ماجاندانج ديلاج.

## نشأتها
ولدت ماريا ميكا ماكسين بيريز ميدينا في كويزون سيتي، مترو مانيلا، الفلبين. حصلت على درجة البكالوريوس في التصميم
الداخلي من دي لا سال - كلية سانت بينيلد وفي المدرسة الفلبينية للتصميم الداخلي (PSID). إنها عارضة إعلانات مطبوعة تجارية وعضو بارز في جمعية العارضين المحترفين في الفلبين. ديان مدينا هي ابنة عمها و بينيبينينغ فيليبيناس للكون 1990 جيرملينا باديلا هي خالتها.

## روابط خارجية
- ماكسين ميدينا على موقع IMDb (الإنجليزية)

- Bb. Pilipinas website